# Elena Maria Petrini
Elena Maria Petrini (* 11. Februar 1992 in Spoleto) ist eine ehemalige italienische Triathletin. Sie ist Junioren-Aquathlon-Weltmeisterin (2010) sowie italienische Junioren-Aquathlon- und Triathlon-Vizemeisterin des Jahres 2010.

## Werdegang
Mit 18 Jahren konnte sich Petrini 2010 national und international in der Spitzenklasse etablieren.

### Junioren-Weltmeisterin Aquathlon 2010
Neben der Aquathlon- und Triathlon-Staatsmeisterschaft gewann sie auch den Junioren-Cup in Italien. Bei dem im Vorfeld zum Weltmeisterschaftsserien-Triathlon in Kitzbühel abgehaltenen Sprint-Triathlon 2010 gewann Petrini Gold. Mit der Goldmedaille bei der Aquathlon-Juniorenweltmeisterschaft beendete sie ihr Debütjahr.

### Junioren-Vizeweltmeisterin Duathlon 2011
Bei der Duathlon-Junioren-Europameisterschaft 2011 in Limerick gewann sie Bronze, bei der Triathlon-Junioren-Europameisterschaft in Pontevedra verfehlte sie einen Medaillenrang jedoch knapp. Im September wurde sie in Spanien Junioren-Vizeweltmeisterin Duathlon.
2011 nahm Petrini, wie viele europäische Top-Juniorinnen, an der französischen Clubmeisterschaftsserie Lyonnaise des Eaux teil und trat für Sastri 37 (Saint Avertin Sports) an. Beim Eröffnungstriathlon in Nizza (24. April 2011) wurde sie 21. in der Einzelwertung und war damit Zweitbeste ihres Clubs, also unter den drei triathlètes classants l'équipe. 2013 wurde sie U23-Staatsmeisterin Triathlon.

### Vizestaatsmeisterin Duathlon 2014
2014 wurde sie Vizestaatsmeisterin Duathlon in der Eliteklasse.
Bei den Universitäts-Weltmeisterschaften belegte die damals 24-Jährige im August 2016 im Triathlon den elften und im italienischen Team zusammen mit Sara Papais und Giorgia Priarone in Nyon den dritten Rang.
Im April 2022 gewann sie den Genua-Halbmarathon.
Petrini übersiedelte nach Rom, um sich am Olympischen Leistungszentrum in Acqua Acetosa vorzubereiten. Ihre Trainer sind Alessandro Bottoni und Piergiorgio Conti. Neben dem Spitzensport studiert Petrini an der Sapienza in Rom Wirtschaftswissenschaften.
Seit 2022 tritt Elena Petrini nicht mehr international in Erscheinung.

## Sportliche Erfolge
| Datum/Jahr    | Rang | Wettbewerb                                                                   | Austragungsort      | Zeit     | Bemerkung                                                                         |
| ------------- | ---- | ---------------------------------------------------------------------------- | ------------------- | -------- | --------------------------------------------------------------------------------- |
| 2. Okt. 2021  | 16   | ITA Sprint Triathlon National Championships                                  | Lerici              | 01:00:19 | hinter Alice Betto                                                                |
| 15. Mai 2021  | 30   | ETU Triathlon European Cup                                                   | Caorle              | 01:02:10 |                                                                                   |
| 13. Juli 2019 | 4    | ETU Triathlon European Cup and Baltic Championships                          | Tartu               | 00:59:36 |                                                                                   |
| 6. Okt. 2018  | 6    | ITA Triathlon National Championships                                         | Lerici              | 02:19:25 | hinter Charlotte Bonin                                                            |
| 7. Aug. 2016  | 12   | FISU World University Triathlon Championships                                | Nyon                | 02:02:52 |                                                                                   |
| 30. Juli 2016 | 4    | ITA Triathlon National Championships                                         | Caorle              | 02:06:46 | bei der Staatsmeisterschaft hinter Verena Steinhauser                             |
| 2. Apr. 2016  | 1    | ATU Sprint Triathlon African Cup and Pan Arab Sprint Triathlon Championships | Scharm asch-Schaich | 01:11:35 |                                                                                   |
| 13. Juni 2015 | 27   | Europaspiele 2015                                                            | Baku                | 02:08:39 |                                                                                   |
| 20. Juni 2014 | 15   | ETU Triathlon European Championships                                         | Kitzbühel           | 02:13:55 | Europameisterschaft auf der olympischen Kurzdistanz                               |
| 31. Mai 2014  | 51   | ITU World Championship Series 2014                                           | London              | 00:58:36 | auf der Sprintdistanz                                                             |
| 1. Sep. 2013  | 4    | ITA Triathlon National Championships                                         | Italien             | 01:56:32 | hinter der Siegerin Charlotte Bonin                                               |
| 2013          | 1    | ITA Triathlon National Championship U23                                      | Sapri               |          | U23-Staatsmeisterin                                                               |
| 24. Juni 2011 | 4    | ETU Triathlon European Championship Junior Women                             | Pontevedra          |          |                                                                                   |
| 11. Juni 2011 | 10   | Junioren-Europacup                                                           | Wien                |          |                                                                                   |
| 8. Sep. 2010  | 24   | ITU World Championship Series 2010                                           | Budapest            |          | Dextro-Energy-Weltmeisterschaftsserie, Großes Finale: Weltmeisterschaft (Junior)  |

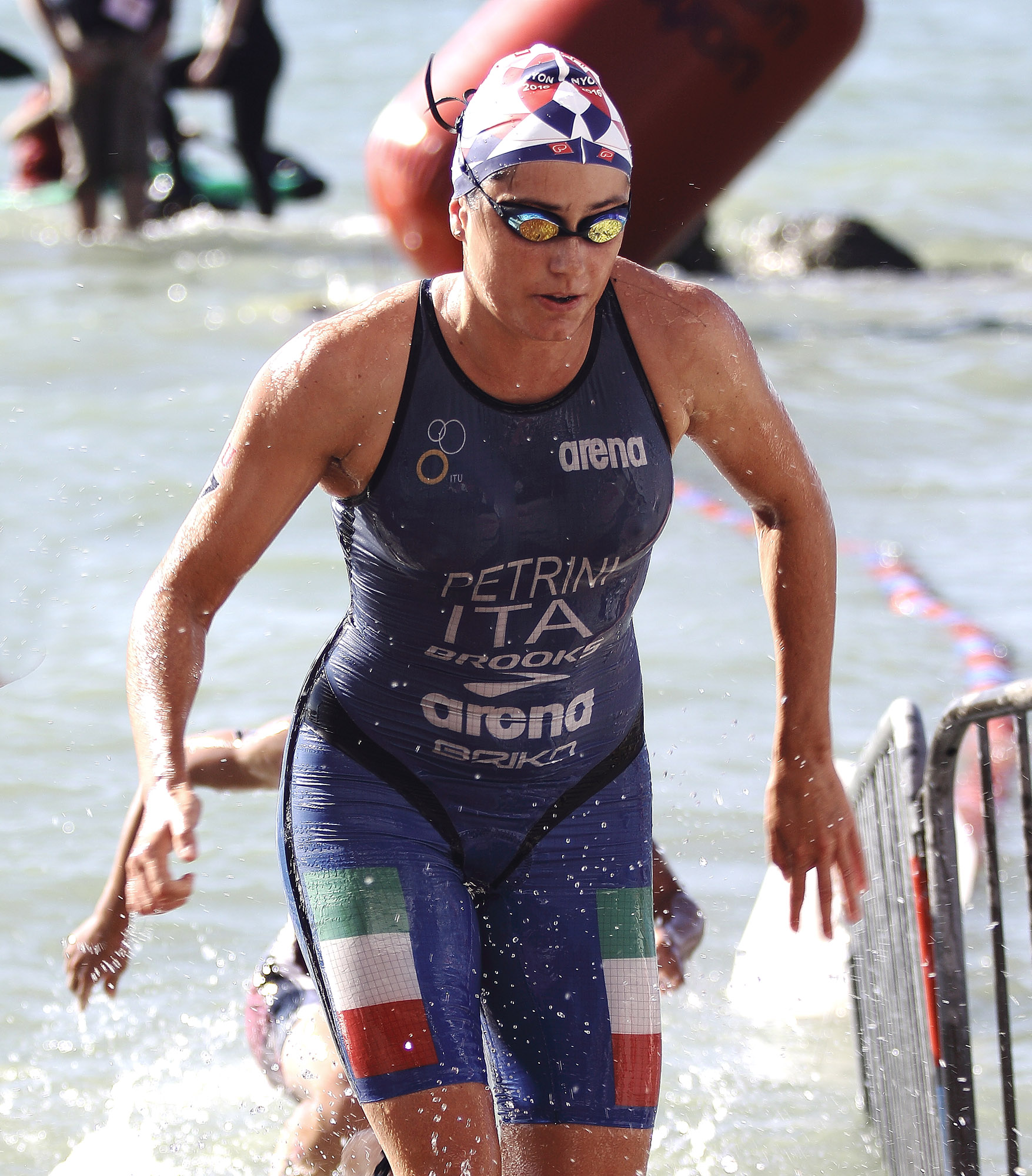
Elena Maria Petrini bei der Universitäts-Weltmeisterschaft in Nyon, 2016

| 8. Aug. 2010  | 2    | ITA Triathlon National Championship U23                                      | Revine Lago         | 02:23:47 | U23-Vizestaatsmeisterin hinter Margie Santimaria                                  |
| 3. Juli 2010  | 34   | ETU Triathlon European Championship Junior Women                             | Athlone             |          | Junioren-Europameisterschaft (0,75 km Schwimmen, 20 km Radfahren und 5 km Laufen) |

| Datum/Jahr    | Rang | Wettbewerb                                      | Austragungsort      | Zeit     | Bemerkung                           |
| ------------- | ---- | ----------------------------------------------- | ------------------- | -------- | ----------------------------------- |
| 18. Apr. 2021 | 6    | ITA Sprint Duathlon National Championships      | S. Benedetto        | 00:59:21 | hinter Luisa Iogna-prat             |
| 2014          | 2    | ITA Duathlon National Championships             | Romano di Lombardia |          | Vizestaatsmeisterin Elite Duathlon  |
| 2014          | 1    | ITA Duathlon National Championship U23          | Romano di Lombardia |          | U23-Staatsmeisterin Duathlon        |
| 2013          | 1    | ITA Duathlon National Championship U23          | Isso                |          | U23-Staatsmeisterin Duathlon        |
| 24. Sep. 2011 | 2    | ITU Duathlon World Championship Junior Women    | Gijón               | 01:03:37 | Junioren-Vizeweltmeisterin Duathlon |
| 17. Apr. 2011 | 3    | ETU Duathlon European Championship Junior Women | Limerick            |          |                                     |
| 30. Apr. 2010 | 13   | ETU Duathlon European Championship Junior Women | Nancy               |          |                                     |

| Datum/Jahr    | Rang | Wettbewerb                                    | Austragungsort | Zeit     | Bemerkung                        |
| ------------- | ---- | --------------------------------------------- | -------------- | -------- | -------------------------------- |
| 12. Sep. 2020 | 8    | ITA Aquathlon National Championships          | Recco          | 00:33:59 |                                  |
| 8. Sep. 2010  | 1    | ITU Aquathlon World Championship Junior Women | Budapest       | 00:23:07 | Junioren-Weltmeisterin Aquathlon |

| Datum/Jahr    | Rang | Wettbewerb         | Austragungsort | Zeit  | Bemerkung |
| ------------- | ---- | ------------------ | -------------- | ----- | --------- |
| 10. Apr. 2022 | 1    | Genua Halbmarathon | Genua          | 01:24 |           |

(DNF – Did Not Finish)